# Ogoas aroalis
Ogoas aroalis är en fjärilsart som beskrevs av William Schaus 1904. Ogoas aroalis ingår i släktet Ogoas och familjen nattflyn. Inga underarter finns listade i Catalogue of Life.